# Peeping Pete
Pour plus de détails, voir Fiche technique et Distribution.
Peeping Pete est un film muet américain réalisé par Mack Sennett, sorti en 1913.

## Fiche technique
- Titre en français : Par le trou de la serrure[1]
- Titre original : Peeping Pete
- Réalisation : Mack Sennett
- Producteur : Mack Sennett
- Studio de production : The Keystone Film Company
- Distribution : Mutual Film
- Pays : États-Unis
- Format : Noir et blanc - 1.33 : 1 - Format 35 mm
- Langue : film muet intertitres anglais
- Genre : Comédie
- Durée : ½ bobine[2]
- Date de sortie :
  - États-Unis : 23 juin 1913

## Distribution
- Mack Sennett : Peeping Pete
- Ford Sterling : un voisin
- Roscoe Arbuckle : la femme de Pete (travesti)
- Nick Cogley : le shérif
- Beatrice Van : l'épouse de Ford Sterling
- Charles Avery : le barman
- Edgar Kennedy : le policier

Distribution non créditée :
- William Hauber : un villageois
- Bert Hunn : un villageois
- Rube Miller : un villageois/un policier

## À noter
- Fatty, travesti, joue la femme de Mack Sennett.